# Karl Friedrich Kretschmann
Karl Friedrich Kretschmann (eller  Der barde Rhingulph), född den 4 december 1738, död den 15 eller 16 januari 1809, var en tysk skald.  
Kretschmann, som till yrket var domstolsaktuarie, vann mot slutet av 1760-talet ett kortvarigt skalderykte genom sina bardsånger, vilka i olikhet med Klopstocks var rimmade. Han skrev dessutom anakreontiska sånger, lediga epigram, fabler, hymner samt slutligen lustspel och noveller. Kretschmanns Sämmtliche werke utgavs 1784-1805 i 7 band.